# New York County Courthouse
El New York State Supreme Court Building, originalmente conocido como New York County Courthouse, es un edificio situado en 60 Centre Street en Foley Square en el vecindario del Centro Cívico de Manhattan, en Nueva York (Estados Unidos). Alberga los Términos Civiles y de Apelación de la Corte Suprema del Estado de Nueva York para el Primer Distrito Judicial del estado, que es coextensivo con Manhattan, así como las oficinas del Secretario del Condado de Nueva York.
El edificio hexagonal con fachada de granito fue diseñado por Guy Lowell de Boston en estilo neoclásico y fue construido entre 1913 y 1927, y su finalización se retrasó debido a la Primera Guerra Mundial. Reemplazó al antiguo Palacio de Justicia del Condado de Nueva York en Chambers Street, conocido popularmente como el Palacio de Justicia de Tweed. Tanto el interior como el exterior son hitos de la ciudad de Nueva York: el exterior fue designado el 1 de febrero de 1966 y el interior el 24 de marzo de 1981.

## Sitio
El edificio es algo así como un hermano mayor del palacio de Foley Square Courthouse con columnas corintias de 1936 de Cass Gilbert (rebautizado como Thurgood Marshall United States Courthouse en 2001) justo al sur, que también mira a Foley Square desde el este. Ambos dan a Federal Plaza al otro lado de la plaza, que incluye el más moderno Edificio Federal Jacob K. Javits y el Edificio del Tribunal de Comercio Internacional James L. Watson, que alberga el Tribunal de Comercio Internacional de Estados Unidos. Hay otros edificios judiciales en las cercanías, incluidos los del Tribunal Penal de la Ciudad de Nueva York, el Tribunal Civil de la Ciudad de Nueva York y el Palacio de Justicia Sustituto.

## Diseño

### Exterior
La masa y la escala del edificio le dan la apariencia de un templo. Un amplio conjunto de escalones sube desde Foley Square hasta una enorme columnata corintia que cubre la mayor parte del frente del palacio de justicia, coronado por un elaborado frontón triangular de 43 m de largo de trece figuras talladas en bajorrelieve de granito. El frontón y la acrotera de Frederick Warren Allen incluyen tres estatuas: Ley, Verdad y Equidad. Un friso lleva la inscripción "La verdadera administración de justicia es el pilar más firme del buen gobierno", cita tomada de una carta escrita por George Washington al fiscal general Edmund Randolph el 28 de septiembre de 1789. La inscripción es una pequeña cita errónea; Washington en realidad se refirió a la "debida administración" de justicia y no a la "verdadera administración" de justicia, un error descubierto por el New York Post en 2009. Aparentemente, fue cometido por el arquitecto Guy Lowell y fue repetido por otros, incluido Charles Warren en su texto ganador del Premio Pulitzer, Historia de la Corte Suprema de los Estados Unidos (1922).
Los escalones de piedra que conducían a la entrada con columnas estaban flanqueados por dos estatuas alegóricas, Justicia y Autoridad, ambas diseñadas por el escultor franco-estadounidense Philip Martiny (1858-1927). Estos están ahora en la parte trasera del edificio. Ambos son grandes figuras sedentes realizadas en granito. A la derecha está la Justicia, una figura femenina que sostiene un escudo y un pergamino, mientras que a la izquierda está la Autoridad, que sostiene un pergamino y fasces, el símbolo romano de autoridad. Las figuras fueron compradas por la ciudad de Nueva York en 1906 y originalmente flanqueaban la entrada de Center Street al Palacio de Justicia de Surrogate; fueron retirados a principios de 1960 para la ampliación de Center Street y una expansión de las plataformas subyacentes de la estación Brooklyn Bridge-City Hall del metro de Nueva York y luego se trasladaron al Palacio de Justicia del Condado de Nueva York.

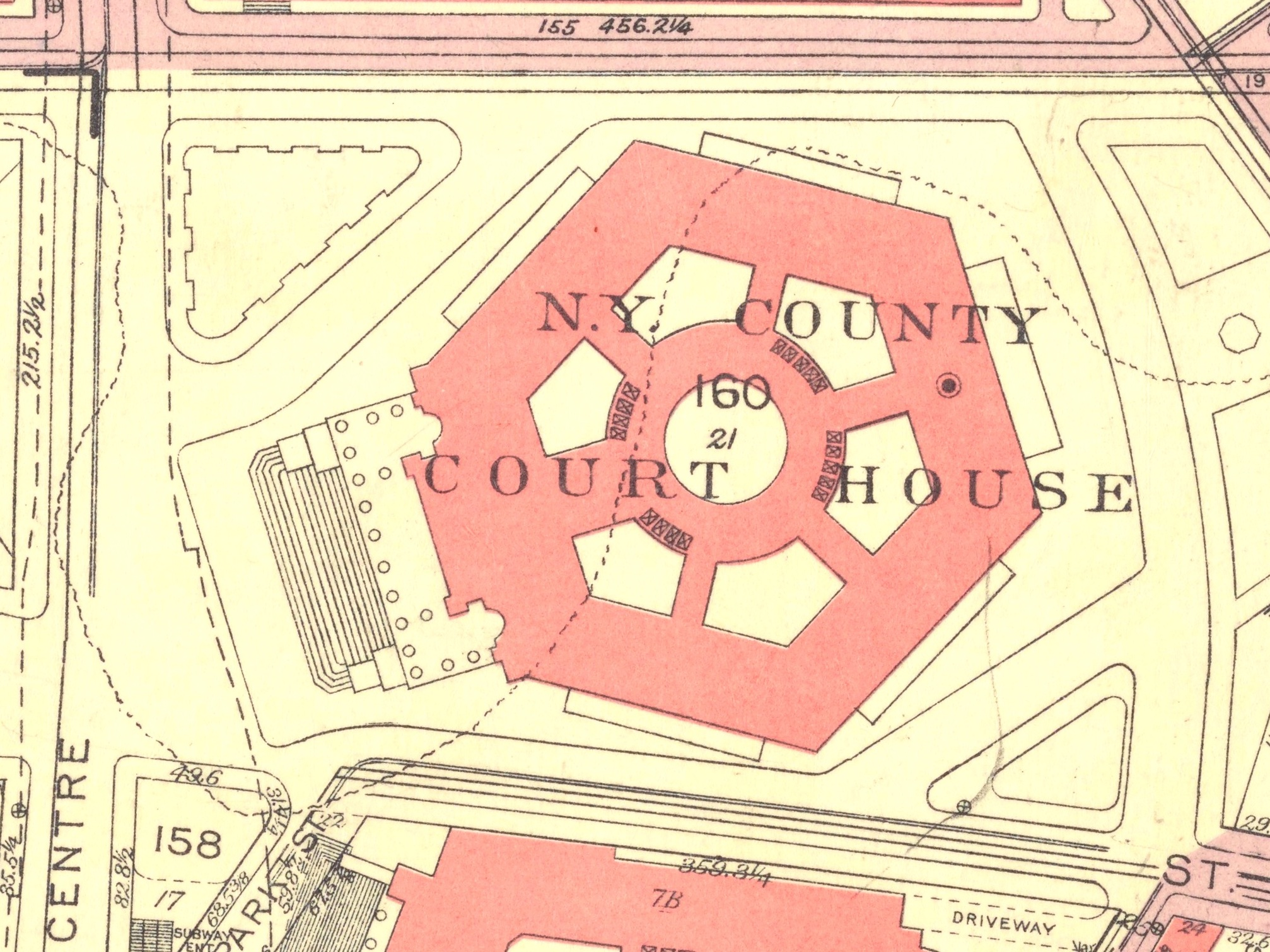
Mapa del New York County Courthouse, 1955-1956

### Interior
La rotonda mide 61 m de circunferencia y se eleva 23 m hasta una cúpula de 9 m de alto por 6 m largo. La rotonda también tiene diez vidrieras y un triforio. La característica más llamativa de la rotonda, sin embargo, es el mural circular Law Through the Ages, reproducido con frecuencia, también llamado The History of the Law. Este mural de la era del New Deal fue diseñado por el artista italiano Attilio Pusterla y pintado por él y un equipo de artistas que trabajaron bajo su dirección entre 1934 y 1936, con el patrocinio del Federal Art Project of the Works Project Administration. Pusterla también ejecutó murales en las Salas de Asambleas del Jurado en el cuarto piso y en la Sala Ceremonial del Tribunal en el tercer piso.
Law Through the Ages se divide en seis lunetos o secciones. Cada uno representa un par de figuras de culturas históricas importantes para la historia del derecho: asiria y egipcia, hebraica y persa, griega y romana, bizantina y franca, inglesa y colonial temprana, y la sección final representa a George Washington y Abraham Lincoln. Sobre las figuras sentadas hay retratos de seis legisladores: Hammurabi, Moisés, Solon, Justiniano, Blackstone y John Marshall.
En  1988 se restauró el mural (junto con un vitral también de Pusterla). El proyecto recibió un premio de diseño de 1989 de la Comisión de Diseño Público de la Ciudad de Nueva York. El proyecto de restauración, que fue financiado de forma privada con dinero recaudado por jueces y abogados de Nueva York, fue parte de una campaña de renovación más amplia en las décadas de 1980 y 1990 para proteger el arte histórico del palacio de justicia de la filtración de agua y otros daños causados por negligencia.

## Historia
El arquitecto fue seleccionado a través de un concurso de diseño, que ganó el arquitecto de Boston Guy Lowell en 1913. Lowell propuso originalmente un edificio circular, que se construiría con la costosa suma de 20 a 30 millones de dólares. La construcción se retrasó por la Primera Guerra Mundial y el diseño se rehízo como un edificio hexagonal más pequeño y menos costoso: un Templo de la Justicia. El edificio fue diseñado en el estilo neoclásico. El trabajo comenzó en 1919.
La ceremonia de dedicación del palacio de justicia tuvo lugar en febrero de 1927, dos semanas después de la muerte de Lowell. El juez principal de la Corte de Apelaciones de Nueva York, Benjamin Cardozo, y los jueces asociados de la Corte de Apelaciones, Frederick E. Crane e Irving Lehman, estuvieron presentes en el evento.

## En la cultura popular
Muchas películas y series de televisión se han rodado en el Palacio de Justicia del Condado de Nueva York. Éstos incluyen:
- Milagro en la calle 34 (1947): aquí se rodó la escena del juicio de Papá Noel (Edmund Gwenn); la nueva versión de 1994 filmó el exterior del palacio de justicia[17]
- 12 Angry Men (1957)[17]
- El padrino (1972)[17]
- Nuts (1987)[17]
- Peligrosamente juntos (1986)[17]
- Wall Street (1987)[17]
- Goodfellas (1990)[17]
- Las tortugas ninja  (1990)
- Regarding Henry (1990)[17]
- Night Court, serie de televisión
- Law & Order y sus muchos derivados[17]

## Galería

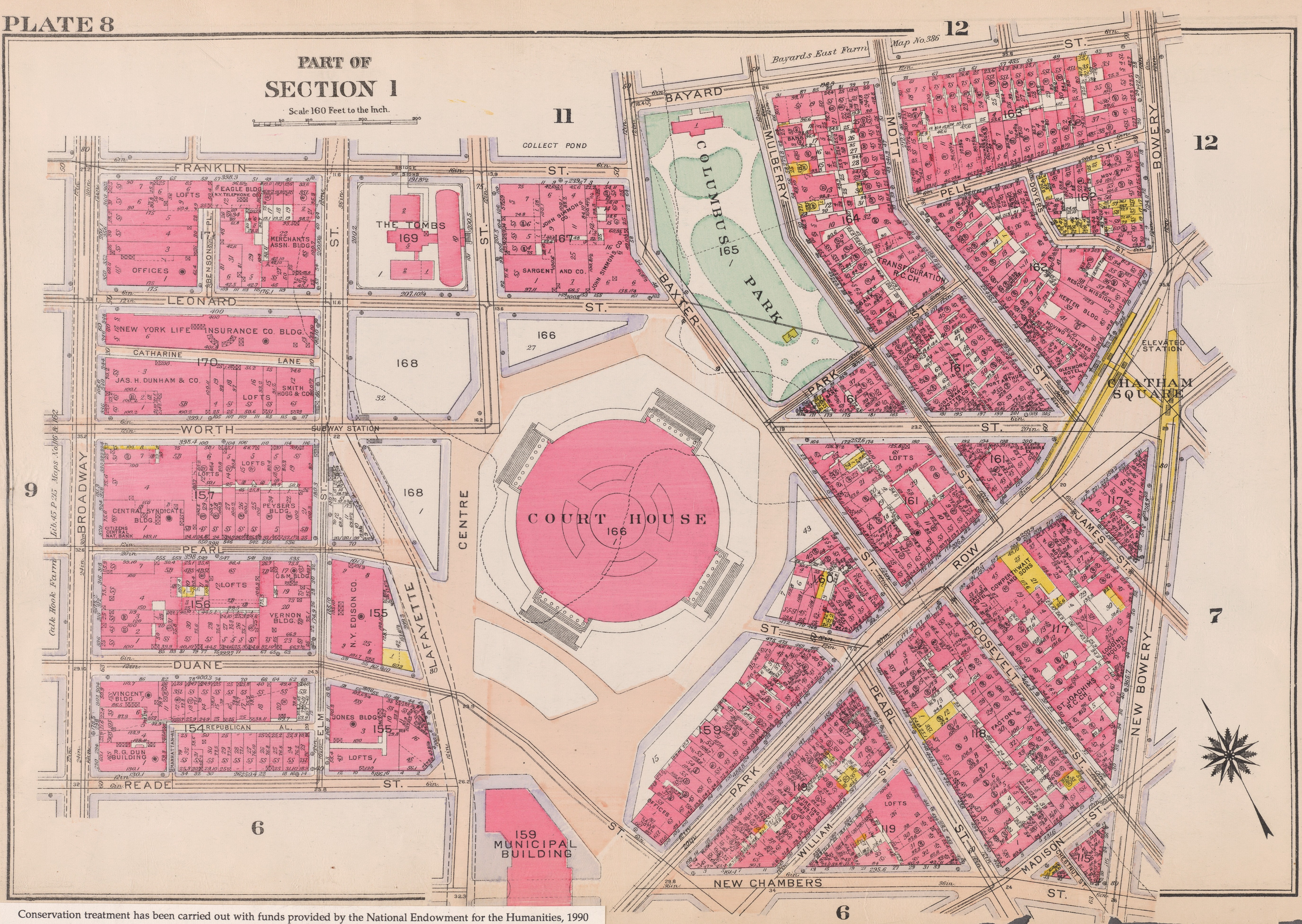
El diseño premiado de 1913 de Lowell, nunca construido, tenía un plano circular y habría alterado Worth Street.
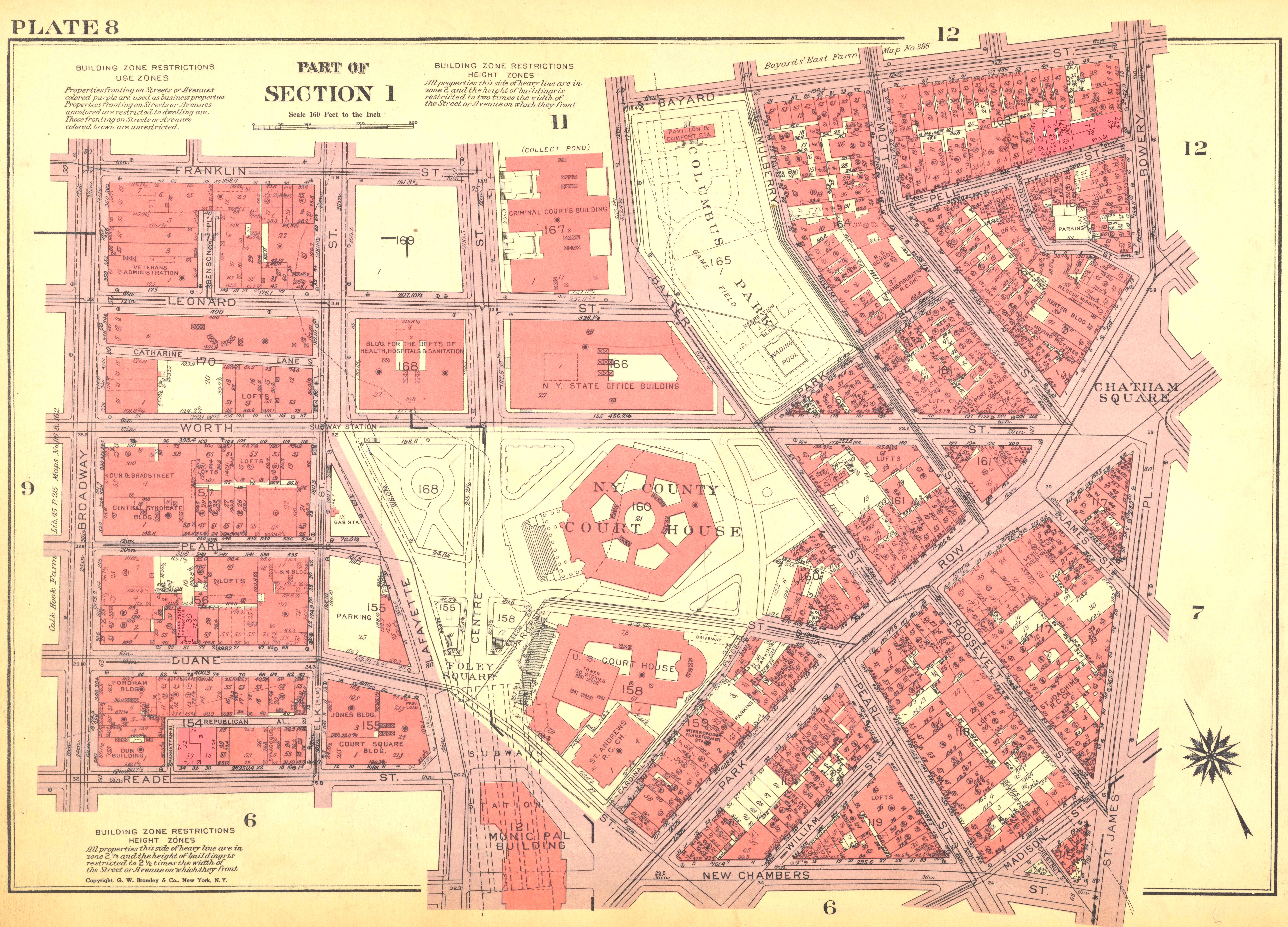
Tal como está construido, el palacio de justicia es más pequeño y tiene un plano hexagonal.
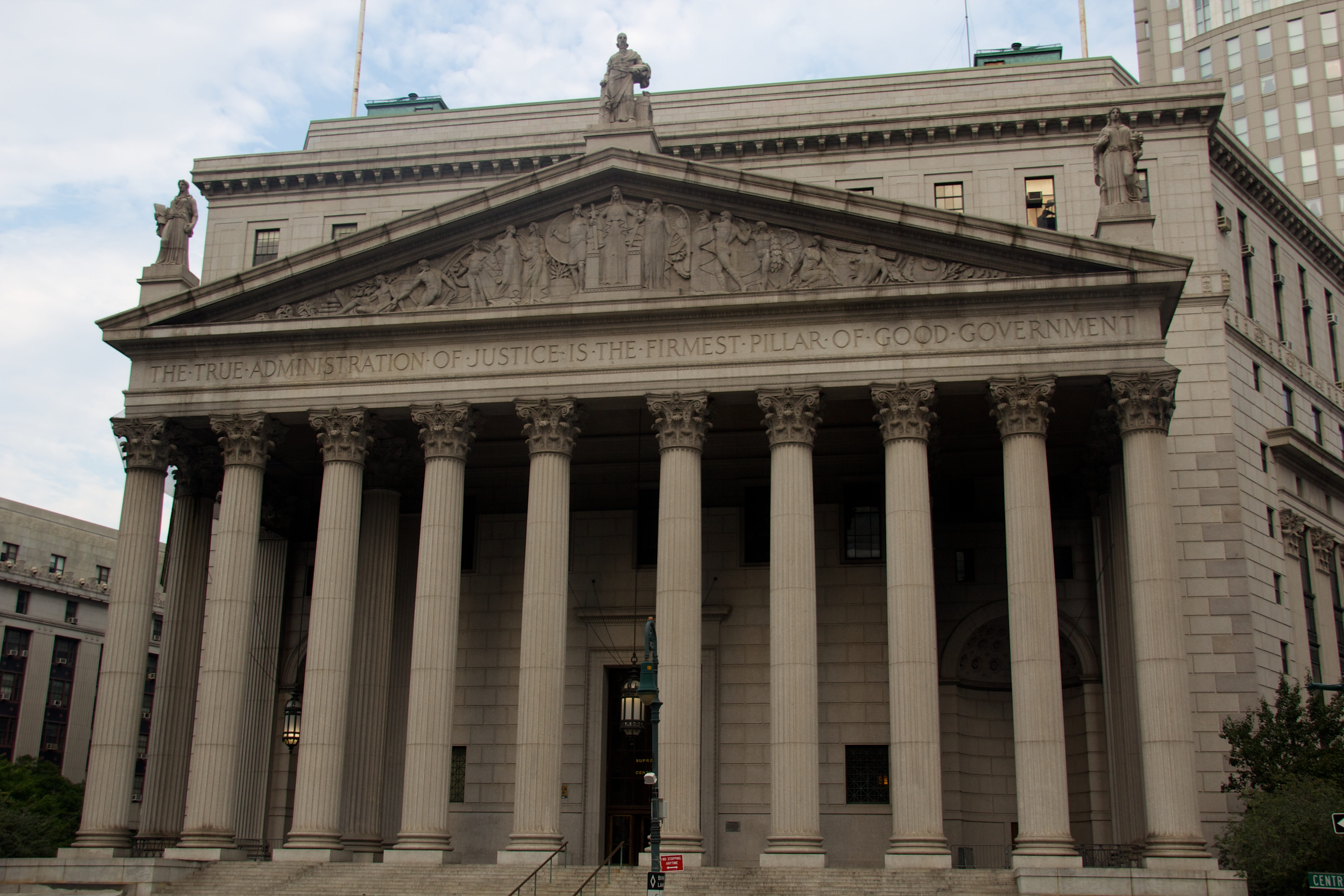